# Mangrovy

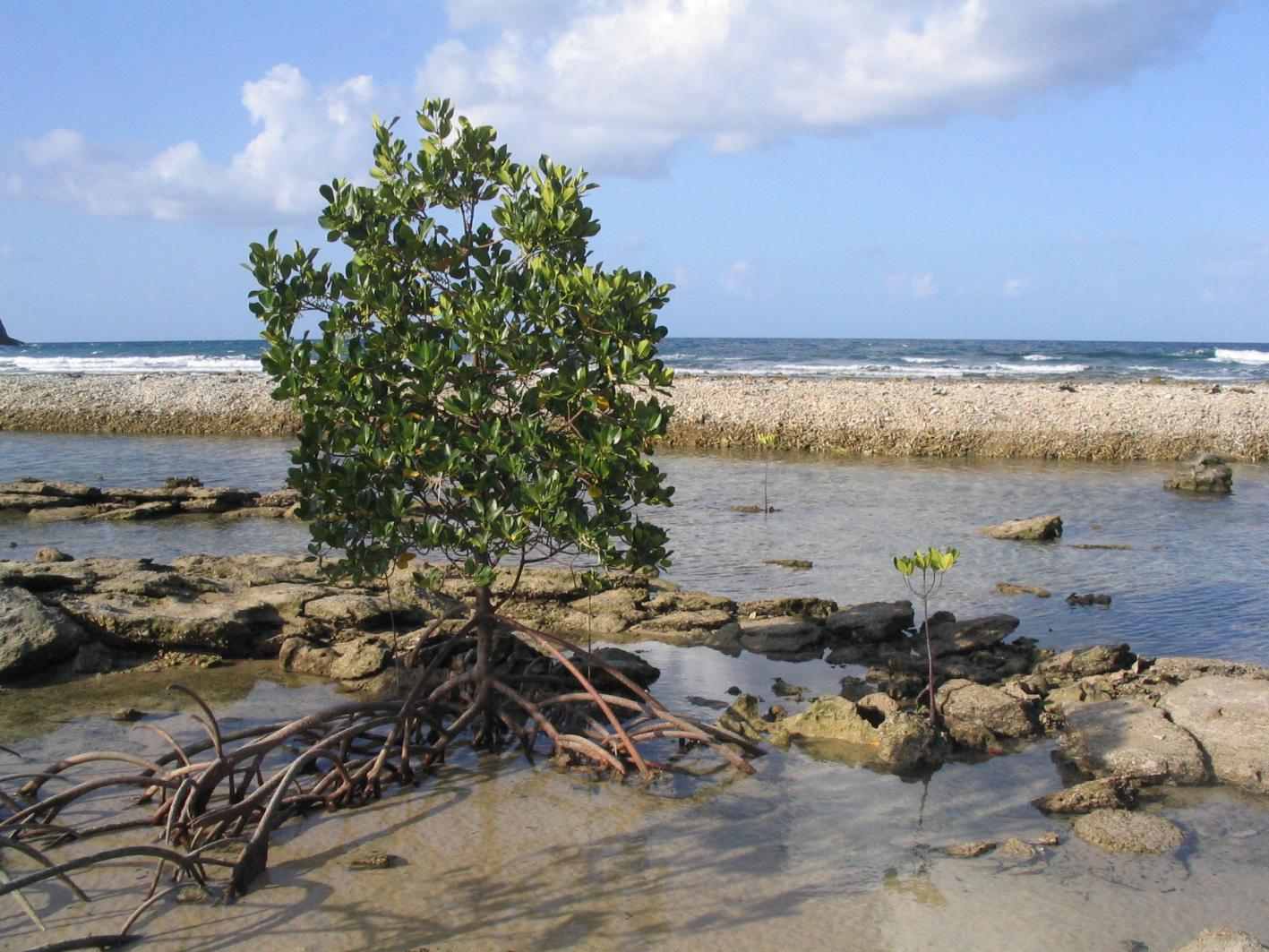
Mangrovy na Queenslandu

Mangrovy, též nesklonné mangrove, jsou azonální společenstva keřů a stromů vyskytující se v brakických vodách (tedy v deltách řek, kde se sladká voda mísí se slanou) a na pobřežích moří a oceánů. Pro mangrovové oblasti je typická pravidelná kulminace výšky vodní hladiny a výskyt v subtropech a tropech.  Jsou jeden ze 14 hlavních suchozemských biomů definovaných Světovým fondem na ochranu přírody.
Charakteristické jsou porosty s opěrnými a dýchacími kořeny. Jsou schopny aktivně vylučovat sůl – listy, mají husté kořeny, kořenový systém absorbuje vzdušný kyslík. U některých mangrovníků je častá živorodost, konkrétně klíčení semen ještě na rostlinách. V těchto společenstvích lze najít hospodářsky užitečné dřeviny (např. rod Rhizophora) i plodiny (např. rod Avicennia). Mangrovy jsou důležité pro zpevnění terénu, chrání před přílivovými vlnami a zachytávají mnohé nečistoty. Chrání pobřeží proti erozi, čistí vodu, zmírňují povodně, poskytují útočiště pro volně žijící živočichy.
Tyto lesy však mizí. Tato rostlinná společenstva jsou ohrožována hlavně nadměrnou těžbou cenných dřev a dále hromaděním PET lahví a jiných odpadů, které jsou splachovány při pravidelných záplavách z krajiny. Významným problémem může být i usazování kalů a sedimentů, jako následek městských odpadů (tam kde chybějí čistírny odpadních vod), a splachy – především dusíkatých a fosforečných látek z polí.[zdroj?]
Rychlá degradace některých mangrovových porostů na celém světě vzbuzuje obavy, protože jsou účinným stabilizátorem některých křehkých pobřežních oblastí, které jsou nyní ohroženy, a protože přispívají k ekologické odolnosti ekosystémů po tropických cyklonech a tsunami a tváří v tvář stoupajícím hladinám moří, mimo jiné v důsledku změny klimatu. Mangrovy jsou dynamickým prostředím a některé z nich se dokáží přizpůsobit rychle se měnícím pobřežním sedimentům.
Podle zprávy Mezivládní vědecko-politické platformy pro biologickou rozmanitost a ekosystémové služby z roku 2019 se rozloha mangrovových lesů snížila na méně než 25 % jejich přirozeného rozsahu.

## Rozšíření

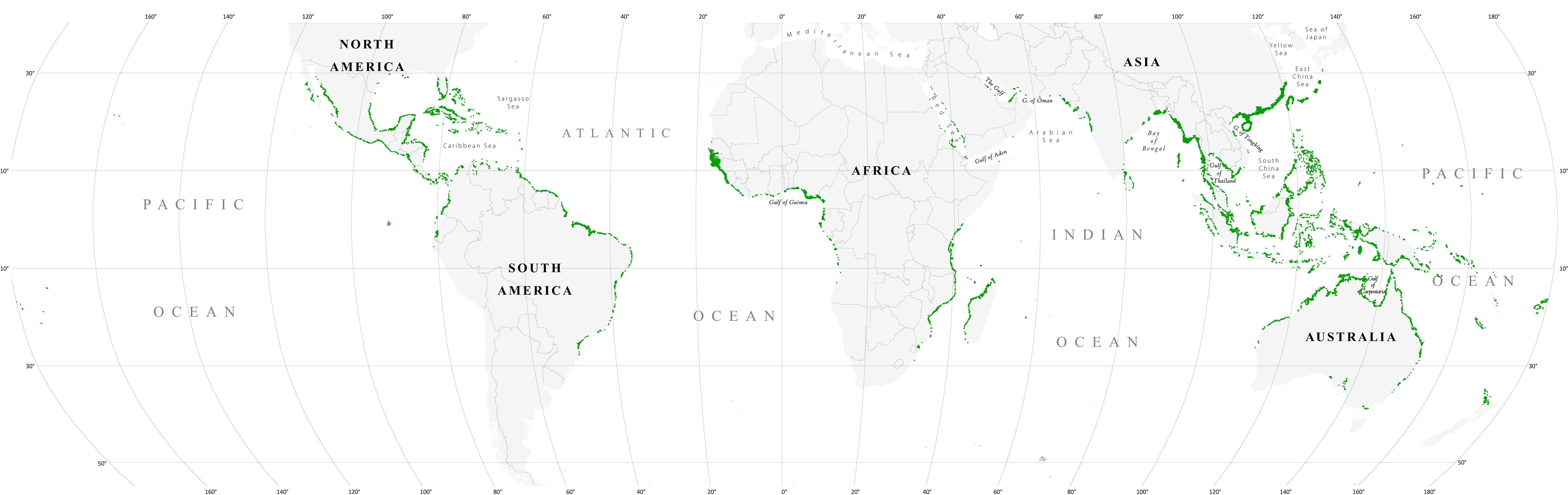
Rozšíření mangrovů na planetě

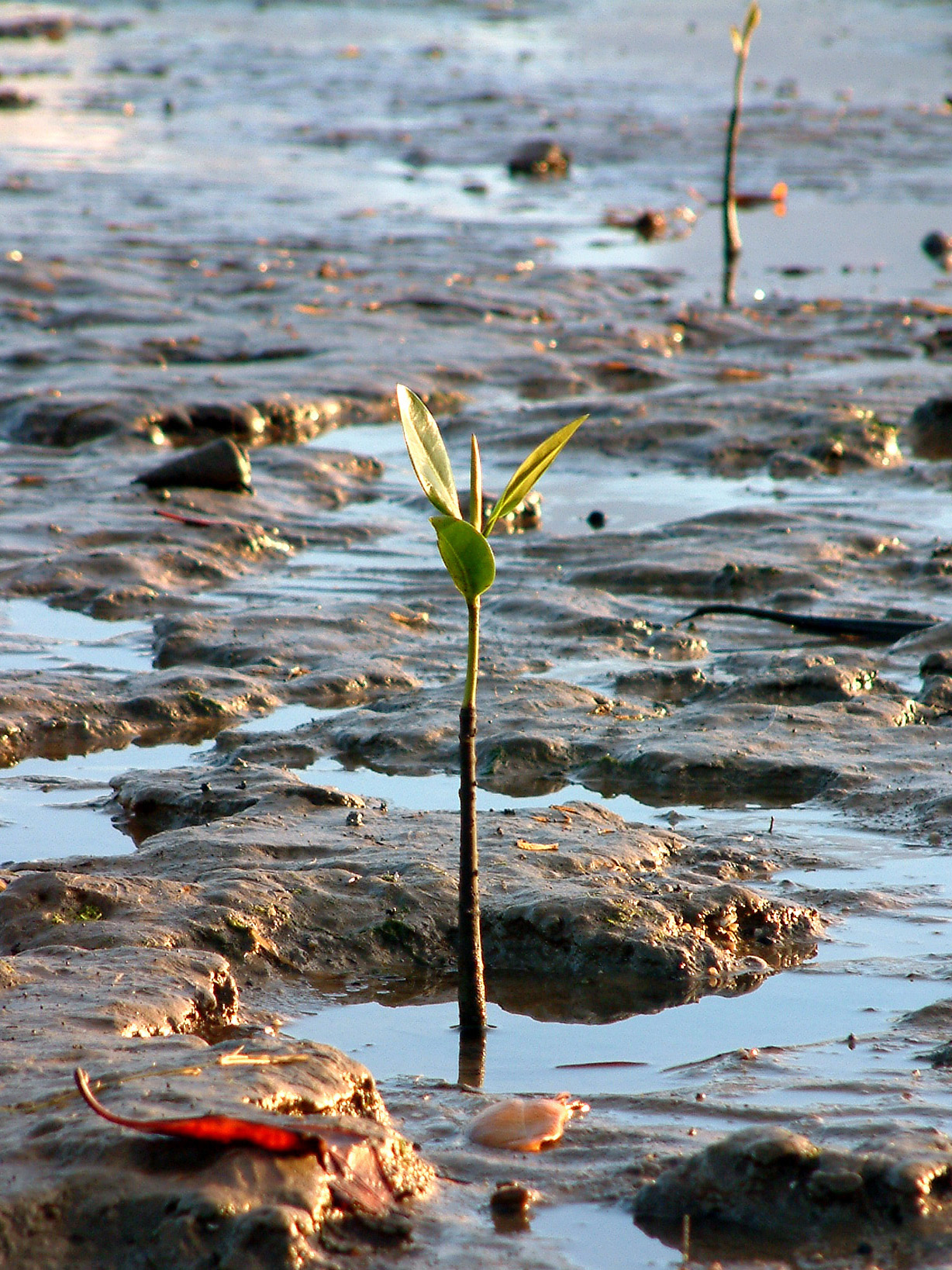
Mangrove Avicennia marina na pláži Cairns, Austrálie

Mangrovy se vyskytují nejčastěji na východním pobřeží Střední Ameriky a Floridy, dále na pobřeží tropické Afriky a jihovýchodní Asie, od Nové Guineje až po Nový Zéland, nacházejí se též na pobřeží jižního Japonska. Mangrovové lesy se v různých oblastech naší Země liší. I když tvoří jen asi 1% všech lesů na Zemi, je zajímavé, že dokáží zachytávat oxid uhličitý 5x efektivněji než tropické deštné lesy.

## Rostlinstvo
Označení stromů jako mangrovníky je pouze ekologické členění, taxonomicky jsou tyto specializované dřeviny děleny na kořenovníky (Rhizophora), kolíkovníky (Avicennia), kuželovníky (Sonneratia), kolenovníky (Bruguiera) a kyjovníky (Laguncularia).
V tropické Americe jsou mangrovové porosty tvořeny 3 hlavními druhy: kolíkovníkem Avicennia germinans (paznehtníkovité), kyjovníkem Laguncularia racemosa (uzlencovité) a kořenovníkem Rhizophora mangle (kořenovníkovité). Často je též přimísena strbouleň Conocarpus erectus (uzlencovité).

### Kořeny
Stromy mají kořeny z velké části čnící nad bahnitou půdu a jsou četně fyziologicky adaptovány k růstu v trvale anaerobních, mokrých a navíc brakických až velmi slaných podmínkách. Zde dokáží přežít díky své schopnosti filtrování a využití dýchacích kořenů – pneumatofory. Na kořenech žijí ústřice a jiní mlži, lezci a jiní živočichové. Pro rybáře představuje toto prostředí vhodné místo k lovu ryb, které zde pečují o výtěr; občas se tam nějaká zaplete a rybáři je pak snadno seberou.

### Listy
Listy jsou zelené a k potravě je využívají např. krabi mangrovoví. Lidé je využívají třeba na čaj nebo k léčení ran a křečí.

### Kůra
Kůra obsahuje barvivo, kterým si obyvatelé těchto hájů barvili kůži.

### Hospodářsky významné druhy rostlin
V mangrovech roste řada hospodářsky významných druhů rostlin. Jedná se hlavně o dřeviny (druhy Avicennia, Bruquiera, Rhizophora). Jejich nadměrná těžba však může vést k narušení ekosystému. Dalšími plodinami jsou rody poskytující ovoce (Avicennia, Sonneratia, Heritiera), krmivo, třísloviny (Ceriops tagal) či vosk (Exoecaria agallocha).

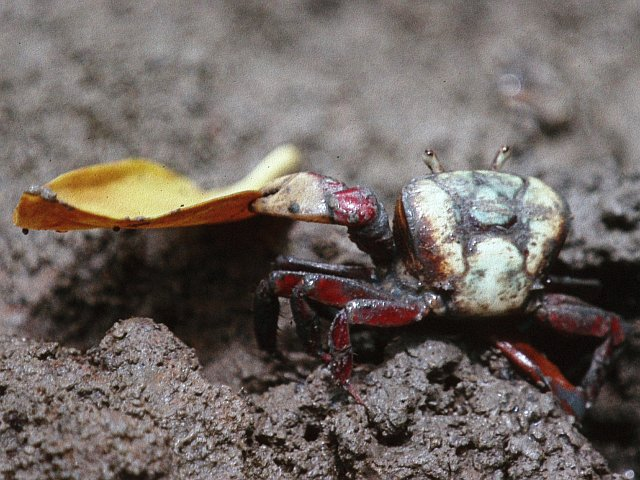
Krab Ucides cordatus cordatus (L.), požírá list kořenovníku obecného. Península de Ajuruteua, Bragança, Pará, Severní Brazílie

## Zvířectvo
Ponořené kořeny mangrove poskytují spletitý prostor pro houbovce, ústřice, sasanky, korály, hvězdice a množství druhů ryb (parejnoci, tolstolobik bílý, piloun, barakuda). Také nad hladinou lze nalézt ryby, jedná se o lezce z rodu hlaváčovitých. Tyto prostory s oblibou vyhledávají obojživelníci, želvy (kareta obrovská, kareta pravá, kožnatka africká), ještěři (krokodýl mořský, krokodýl americký, varan Salvadoriův), hadi vodnářky (např. vodnářka krabožravá), ale také chřestýš diamantový nebo užovky. Silně zastoupenou skupinou jsou korýši, krabi (Perisesarma, Uca) raci (rak poustevníček) a krevety. Koruny stromů obývají savci (mirikinovití, chápan středoamerický) či hmyz. Významný podíl má i ptactvo, a to nejen mokřadní. Ptáci zde hnízdí a na zemi i ve vodě shání potravu, např. (volavčík člunozobý, volavka obrovská, vodouš velký, tabon oranžovonohý, pisila čáponohá, slípka zelenonohá, jespák, nesyt, kolpík, fregatka). Území mangrovů se při shonu za potravou stává cílem návštěv kapustňáků, dugongů, tapírů, prasat, koček rybářských nebo tygrů.

## Galerie

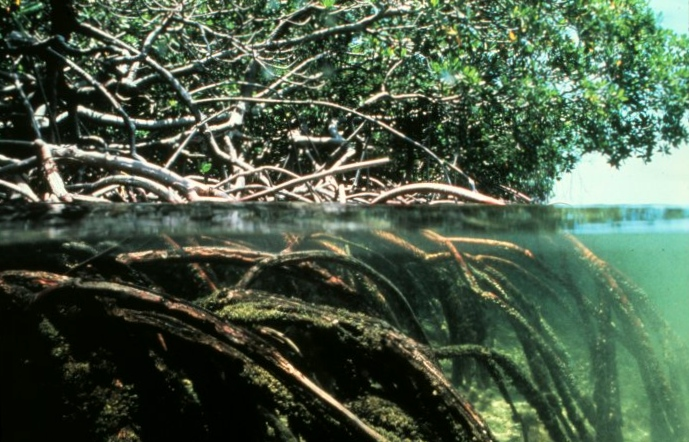
Mangrovy a jejich kořenový systém
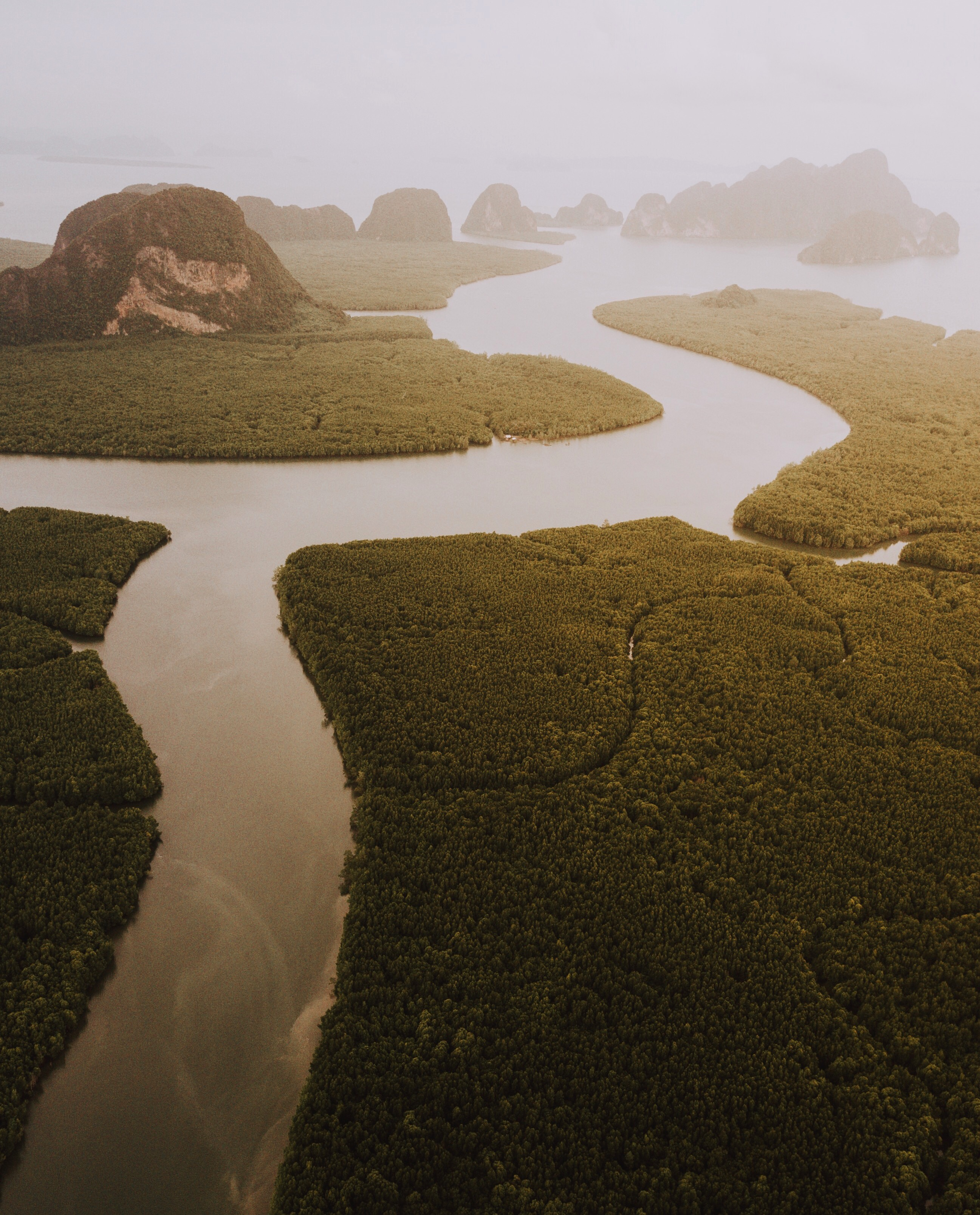
Mangrovy v Národním parku Ao Phang Nga, Thajsko
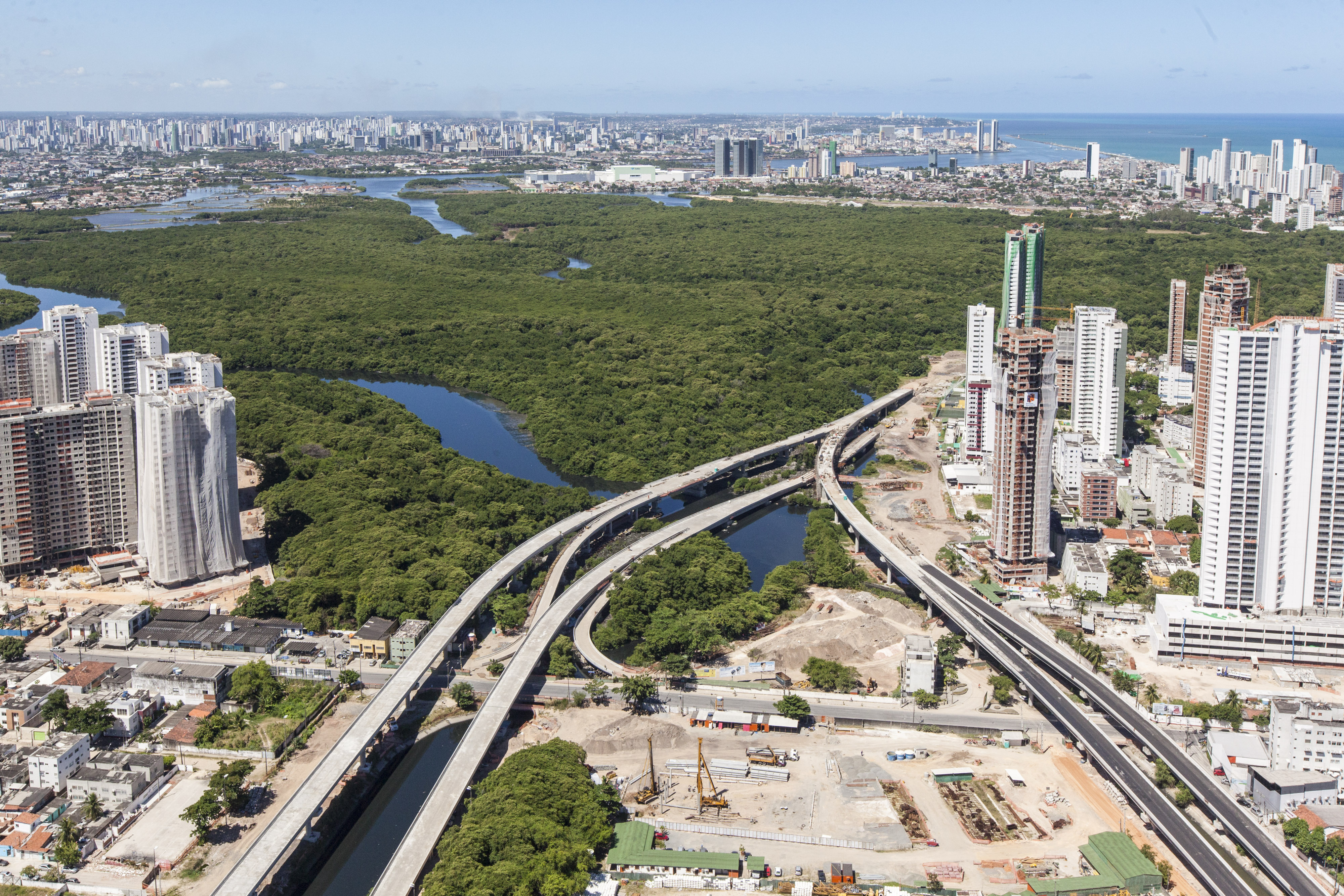
Největší městské mangrovy na světě, Recife, Brazílie
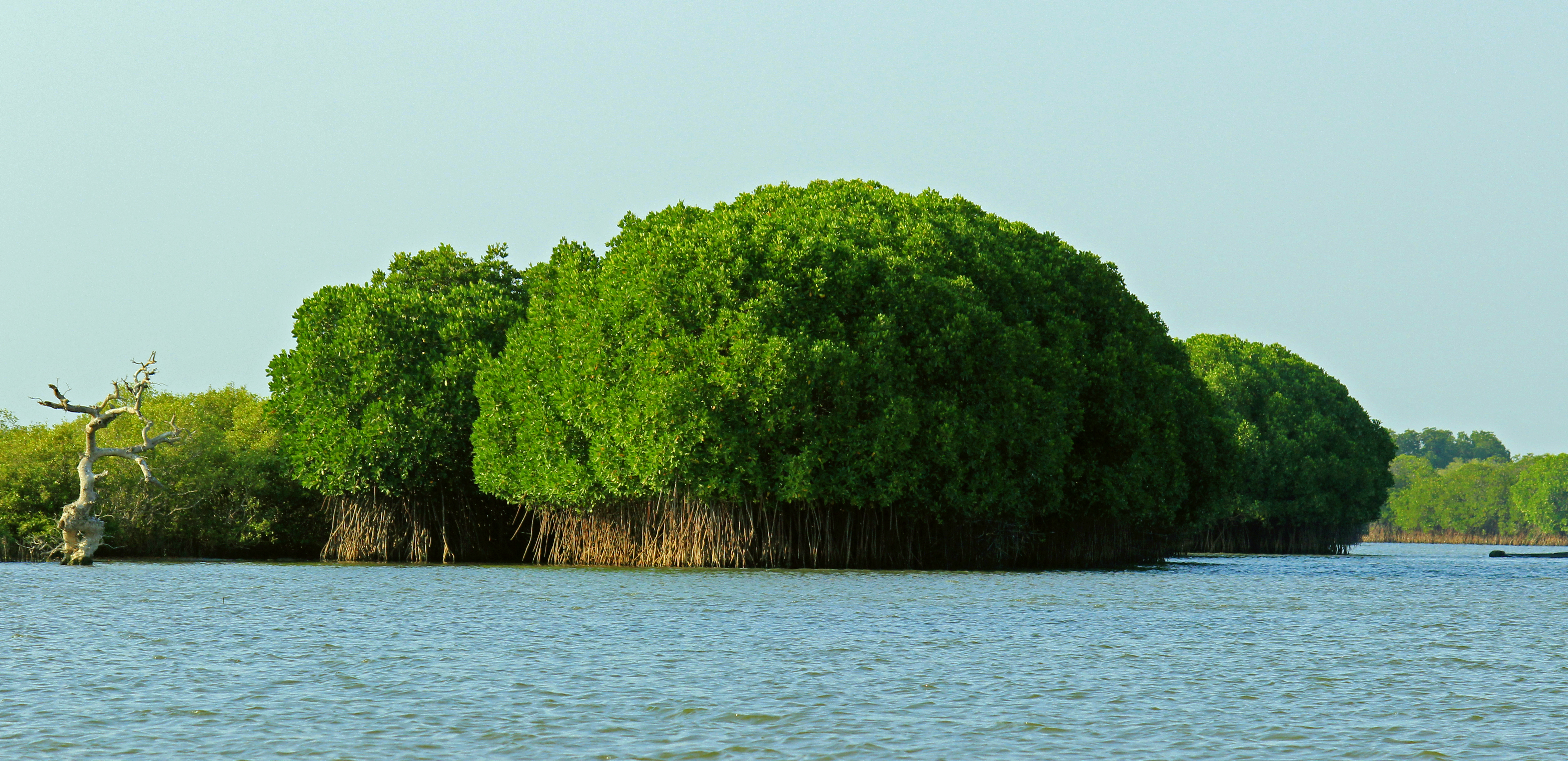
Mangrovy v Pichavaram, Tamilnádu, Indie
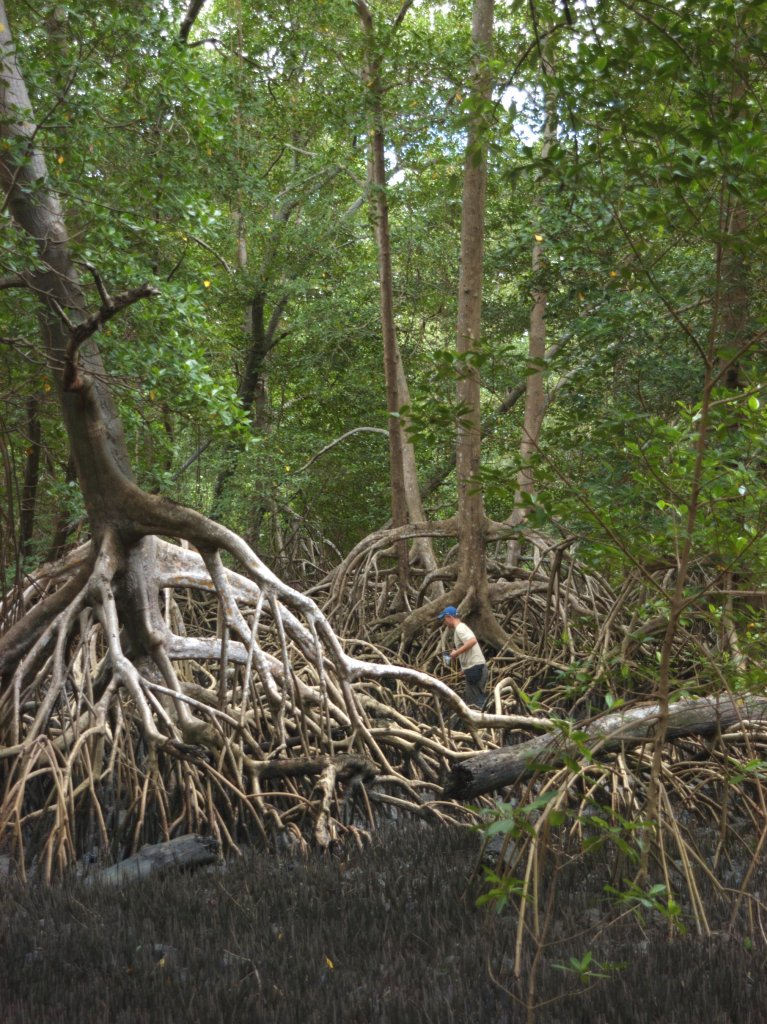
Kořenovník obecný, Brazílie
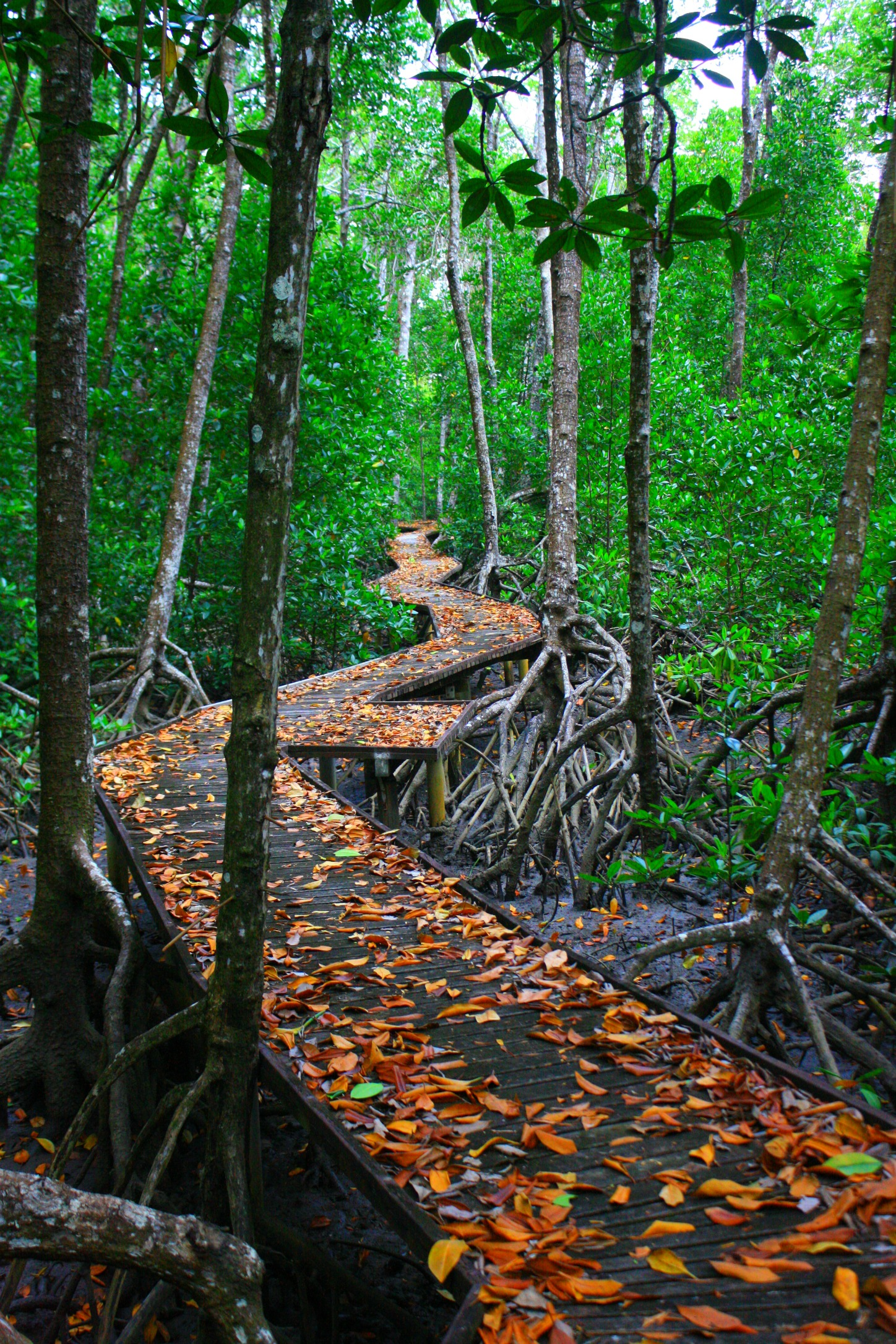
Mangrovový les, Mořský park Velký bariérový útes,  Austrálie
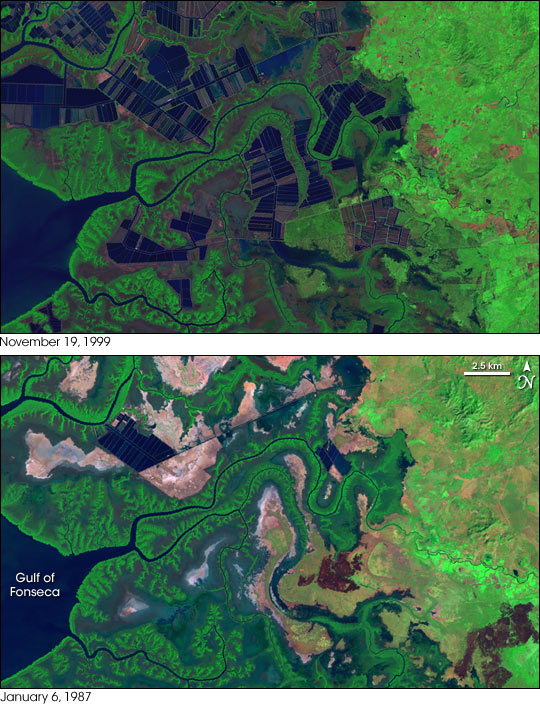
Příklad zmenšování plochy mangrovů (krevetí farmy, Honduras)
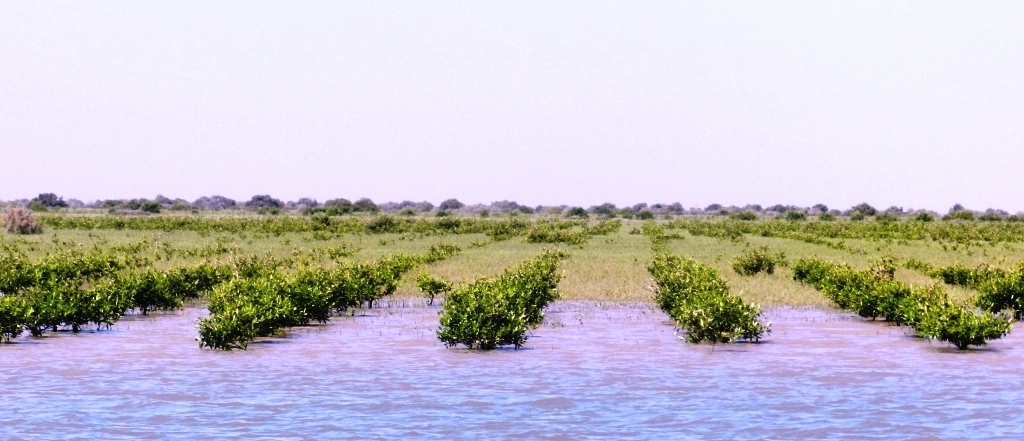
Výsadba mangrovových porostů, delta řeky Indus, Pákistán
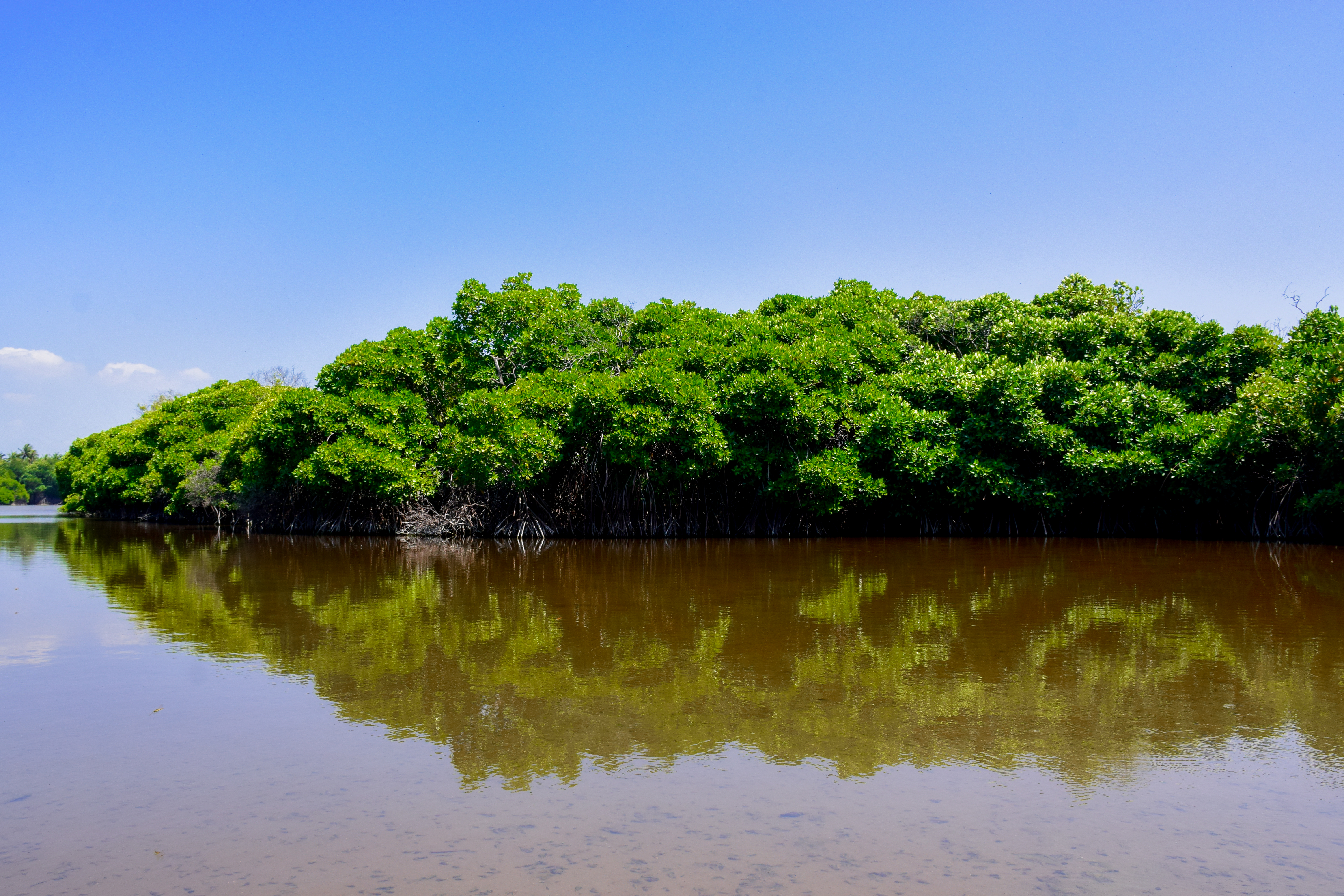
Tropický mangrovový les na Srí Lance
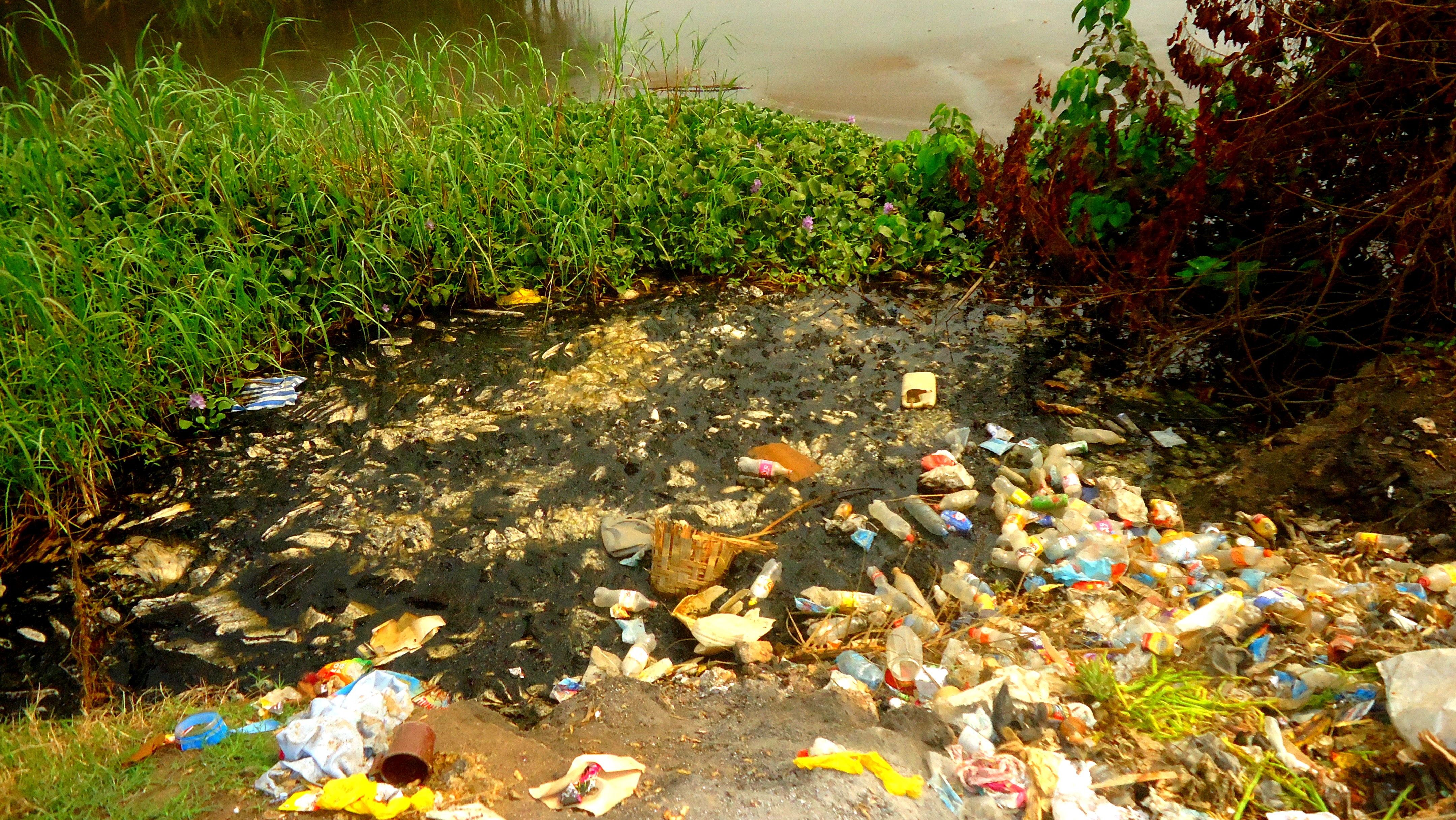
Znečistění mangrovů v Kamerunu, střední Afrika